# Ferrari 550 Maranello
 (octobre 2018).
- Si vous ne connaissez pas le sujet, laissez ce bandeau (vous pouvez alors contacter les auteurs).
- Si vous supprimez le contenu mis en cause (vous pouvez préalablement contacter les auteurs),

argumentez précisément cette suppression dans la page de discussion
(un manque de référence n'est pas un argument ; une recherche réelle de référence doit avoir été effectuée, être formellement documentée).
La Ferrari 550 Maranello remplace la 512M, dernière évolution de la Ferrari Testarossa. Dessinée par Pininfarina, elle marque le retour de Ferrari au moteur V12 avant pour sa GT, architecture abandonnée après la Ferrari Daytona. Les deux générations intermédiaires, la Berlinetta Boxer (365 GT4 BB et 512 BB), et la Testarossa (Testarossa, 512TR et 512M) étaient construites autour d'un 12 cylindres à plat en position centrale arrière.

## Présentation
Après plus de deux décennies de production Ferrari marquées par les performances d’un modèle à moteur central de la gamme classique, la marque prend un virage important avec l’introduction de la 550 Maranello en 1996.
Le nouveau modèle est équipé d’un moteur avant, comme son compagnon d’écurie, la 456 GT, et s’inspire des innovations et des avancées technologiques développées sur ce modèle, sorti quatre ans plus tôt.
La 550 Maranello a fait ses débuts en juillet 1996, lors d’un important rassemblement Ferrari sur le circuit allemand du Nürburgring. La nouvelle voiture est au centre de l’événement. Les pilotes de l’équipe de F1 de l’époque, Michael Schumacher et Eddie Irvine, sont au volant de cette voiture, ainsi que de nombreux anciens pilotes de l’équipe Ferrari, parmi lesquels les anciens Champions du monde Niki Lauda et Jody Scheckter.

## Caractéristiques

### Design
Sans surprise, les lignes de la carrosserie, créée par Pininfarina, rappellent globalement celles du nouveau modèle 456 GT. Toutefois, le véhicule fait un clin d’œil rétro à d’anciens modèles classiques, avec par exemple ses doubles fentes d’air d’évacuation situées sur les ailes avant, semblables à celles des modèles 250 GTO et 275 GTB des années 60. Le traitement des feux arrière ressemble plus à celui du modèle légendaire 365 GTB/4 Daytona qu'à celui de la 456 GT. 

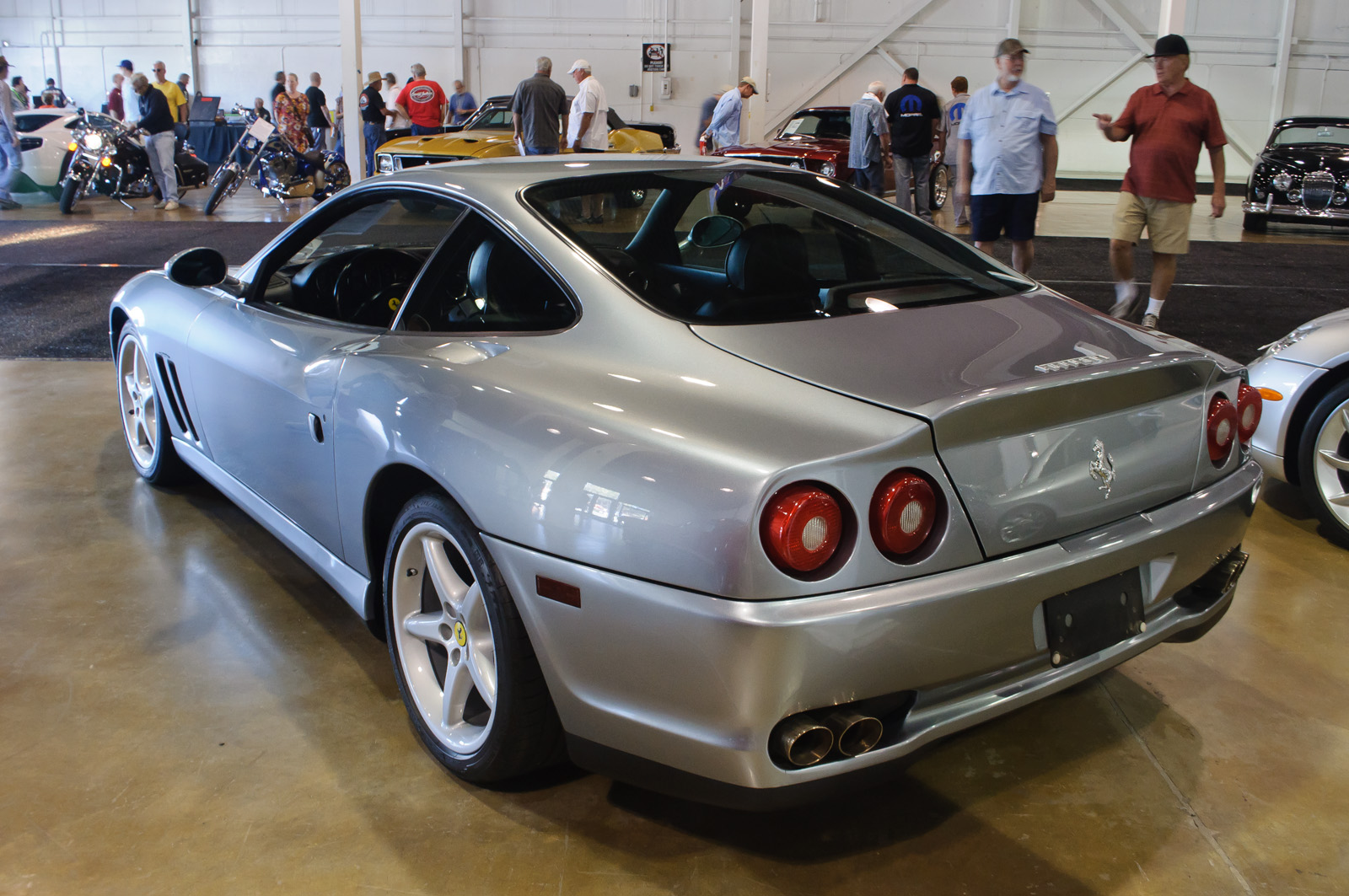
Ferrari 550 Maranello (1998).

### Châssis
Les avancées technologiques des années précédentes, notamment les systèmes de commandes électroniques de traction et de suspension, ont permis de rendre les véhicules à moteur avant aussi maniables que les modèles à moteur central. L’utilisation de phares haute densité de type homofocal est une caractéristique héritée du modèle F512M précédent, permettant d’éviter le recours aux unités rétractables de la 456 GT, donnant ainsi au véhicule une ligne homogène, que les phares soient allumés ou non.
La carrosserie est montée sur un châssis à empattement de 2 500 mm, soit 100 mm de moins que celui du modèle 2+2 de la 456 GT, avec une voie avant de 1 632 mm et une voie arrière de 1 586 mm. Le véhicule est construit selon la technique traditionnelle utilisant des tubes en acier et intégrant des structures secondaires, afin de supporter les composants mécaniques et de la carrosserie. Ce type de châssis porte la référence F 133 AB. Ce modèle est disponible en conduite à droite ou à gauche, avec direction assistée en série.
La carrosserie est fabriquée en alliage léger à base d’aluminium et soudée à la structure en acier à l’aide d’un matériau sandwich spécialement formulé, le Feran, qui permet de souder ces deux métaux différents. Les jupes avant et arrière, quant à elles, sont des pièces moulées en matériau composite. La suspension est indépendante aux quatre roues, dotée de barres antiroulis avant et arrière et de plusieurs niveaux de réglage des amortisseurs commandés électroniquement par le conducteur, permettant d’opter pour un mode de conduite « normal » ou « sportif », associée à un système de contrôle anti-patinage (ASR).
En mode « normal », le système est concentré sur la stabilité en fonction de l’état de la route, réduisant la puissance transmise aux roues via le système de gestion du moteur, ou faisant intervenir le système de freinage ABS pour optimiser la traction. En mode « sportif », il offre au pilote la possibilité de contrôler lui-même la situation par ses propres actions.
Les amortisseurs réglables sont  dotés d’un « cerveau » électronique qui contrôle différentes fonctions, telles que l’angle du volant, la vitesse, la puissance du freinage ou l’accélération, afin d’optimiser les paramètres des conditions de conduite.

### Moteur

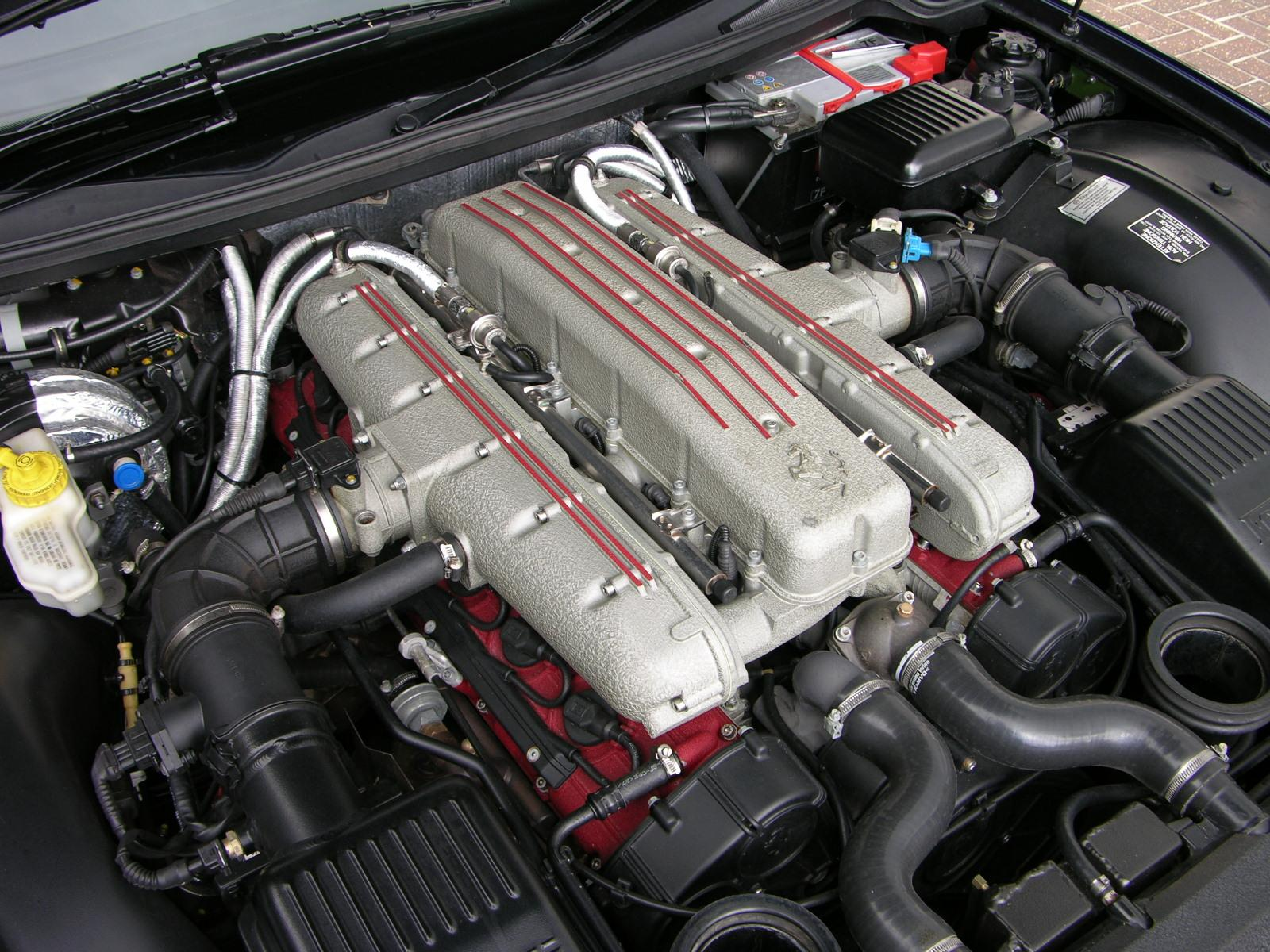
Moteur de la 550.

Le véhicule est équipé d’une direction à assistance Servotronic, dont le niveau d’assistance dépend de la vitesse : plus important lors des manœuvres et réduit à haute vitesse. Les roues standard se caractérisent par un design plus élégant que la version traditionnelle en alliage à cinq branches, dotées de rayons convexes élégants et de jantes 18 pouces à cinq fixations à boulons, d’une largeur de 216 mm à l’avant et de 267 mm à l’arrière. Des freins à disque ventilés équipent les quatre roues, chaque disque disposant d’un étrier quatre pistons en alliage léger, sans oublier le système de freinage anti-dérapage ABS quatre canaux, intégré au système de contrôle ASR mentionné précédemment.
Le moteur est un dérivé de celui conçu pour la 456 T et présente la même cylindrée totale de 5,5 litres, qui est choisie pour figurer dans le nom du modèle (550), alors que la valeur de la cylindrée unitaire (456 cm3) est utilisée pour la 456 GT , portant la référence 133 A. Le moteur V12 65° a une cylindrée exacte de 5 474 cm3, avec des dimensions de course/alésage de 88 × 75 mm, quatre soupapes par cylindre, double arbre à cames et lubrification par carter sec. Le bloc, les têtes de cylindre, le carter et les pièces diverses sont fabriquées en alliage léger et comportent des chemises de cylindre en alliage traitées au Nicasil et des bielles en alliage de titane. Un système de gestion de moteur à injection/allumage combiné Bosch Motronic 5.2 est présent, ainsi qu’un système d’échappement en acier inoxydable à contre-pression variable, l'ensemble permettant d’atteindre une puissance en sortie de 485 ch à 7 000 tr/min, pour une boîte-pont de six vitesses + marche arrière.
Ce moteur V12 est réputé très fiable et endurant.

### Intérieur

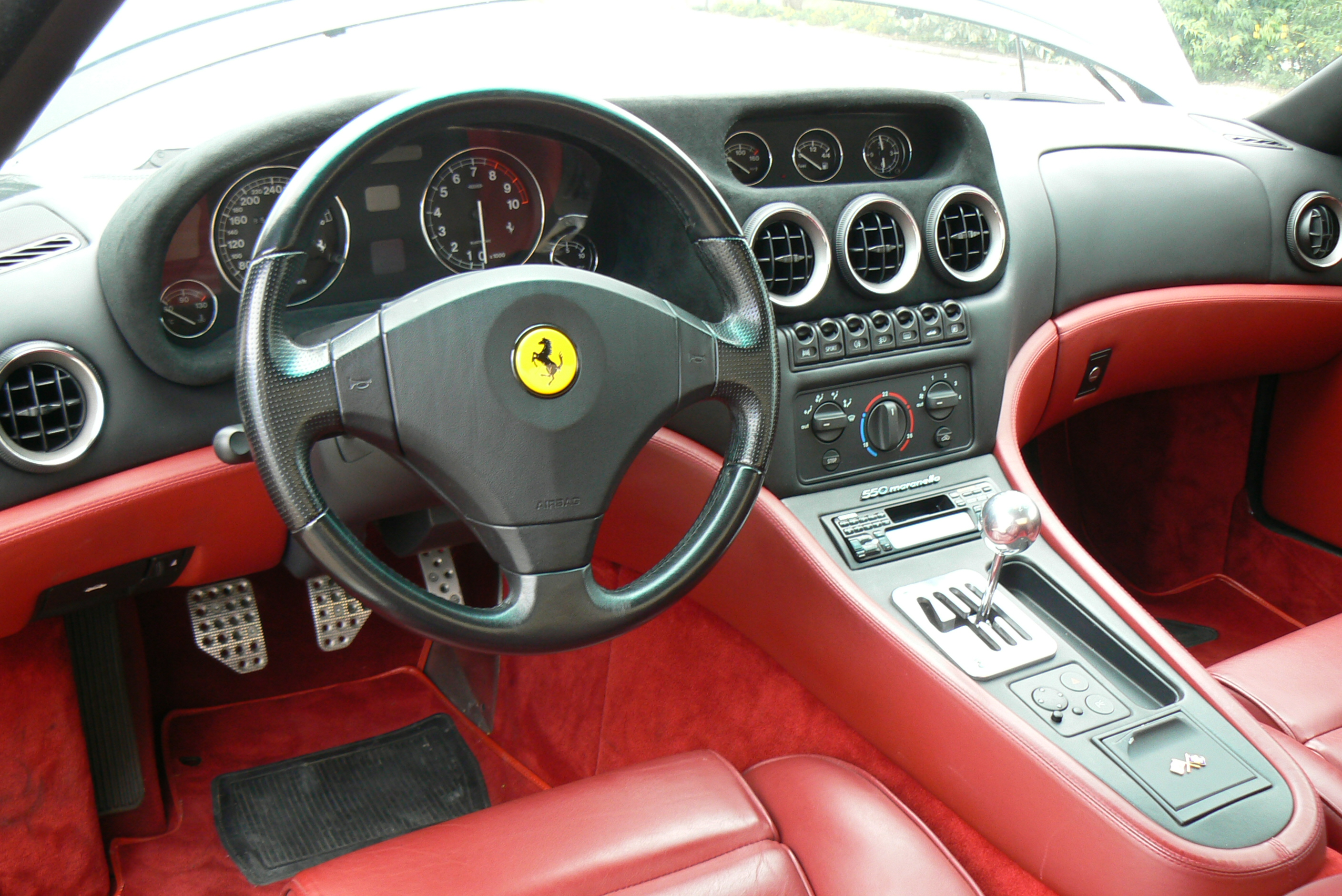
Intérieur.

L’habitacle, très ergonomique, est garni de cuir Nappa en série, doté de sièges équipés d’un système de réglage électronique et d’une plage arrière spacieuse. Le véhicule comprenait également des doubles airbags, la climatisation, des fenêtres et rétroviseurs latéraux électriques, ainsi qu’un système stéréo avec lecteur CD. Des sièges sport Daytona étaient proposés en option, ainsi qu’une gamme d’éléments, tels que les accessoires de personnalisation « Carrozzeria Scaglietti » introduits en 1997, et ce pour permettre aux clients d’apporter une touche personnelle à leur véhicule.

### Production
La 550 Maranello a été fabriquée entre 1996 et 2001, et chaque véhicule a été identifié dans l’ordre de fabrication à l’aide d’un numéro compris entre 99928 et 126807.
C'est la dernière Ferrari V12 construite avec boite manuelle.

### Avis de la presse
Dans le numéro du 27 novembre 1996 du magazine britannique « Autocar » figurent les résultats d’un test sur route annonçant une durée de 4,6 secondes entre 0 et 97 km/h, et de 10,1 secondes entre 0 et 161 km/h, et une vitesse maximale de 320 km/h. La voiture arrive en tête du classement « Britain’s Best Driver’s Car 1998 » de ce même magazine, qui déclare en 1999 qu’elle « demeure la meilleure GT du marché ».
En 2004, le magazine britannique Evo, après un comparatif avec d'autres modèles de prestige, considère que la 550 Maranello est la meilleure voiture de sport de la décennie 1994-2004.

## Série Spéciale World Speed Record (WSR)
En octobre 1998, alors que le modèle 550 Maranello s'illustre sur les circuits du monde entier dans les compétitions internationales, Ferrari décide d'envoyer sur l'anneau de Columbus, dans l'Ohio, une version légèrement modifiée de sa 550 Maranello de route, pour y signer trois records. Sur cet ovale de 12 km de long, la 550 Maranello va en effet couvrir 160 km à la vitesse moyenne de 306,09 km/h, 100 km à 304 km/h de moyenne, et enfin rouler une heure durant à la vitesse moyenne de 296,11 km/h.
Pour fêter cette pluie de records, le constructeur italien décide de produire 33 exemplaires de la 550 Maranello dans une édition «World Speed Record», reprenant les spécifications exactes du modèle en question.

## 550 Barchetta Pininfarina

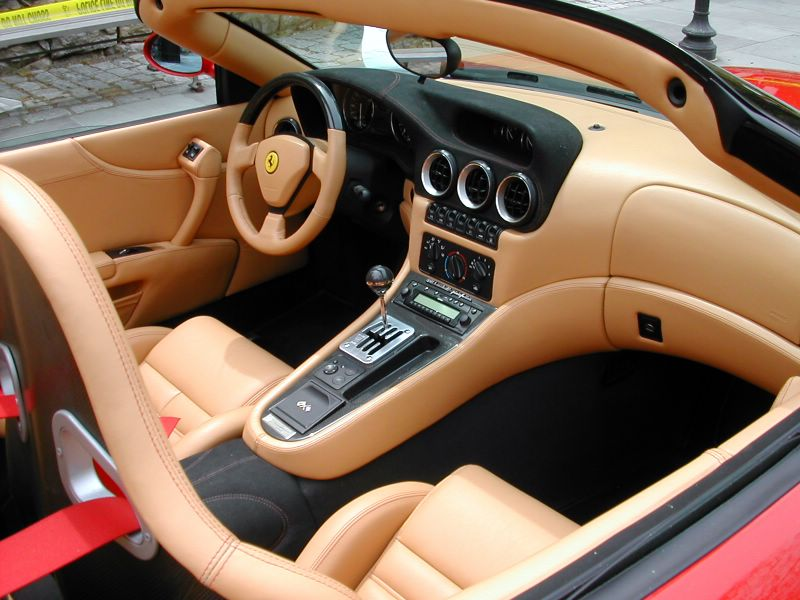
Intérieur de la 550 Barchetta Pininfarina.

La Ferrari 550 Barchetta Pininfarina est présentée à la 79e édition du Mondial de l'Automobile de Paris en 2000 pour fêter les 70 ans de Pininfarina. Propulsée comme la 550 Maranello par le moteur V12 de 485 ch, c'est une version cabriolet dérivée de celle-ci, qui comporte certaines modifications de carrosserie, dont la hauteur du pare-brise. Elle peut aussi être équipée d'un hard top, rendant son esthétique discutable. Elle est produite à 448 exemplaires (tous numérotés individuellement) en 2000 et 2001,.

## Apparitions au cinéma
La Ferrari 550 Maranello apparaît dans plusieurs films de cinéma :
- 60 secondes chrono
- Bad Boys 2
- Double Zéro
- Family Man
- New Police Story
- Orange County

## Galerie

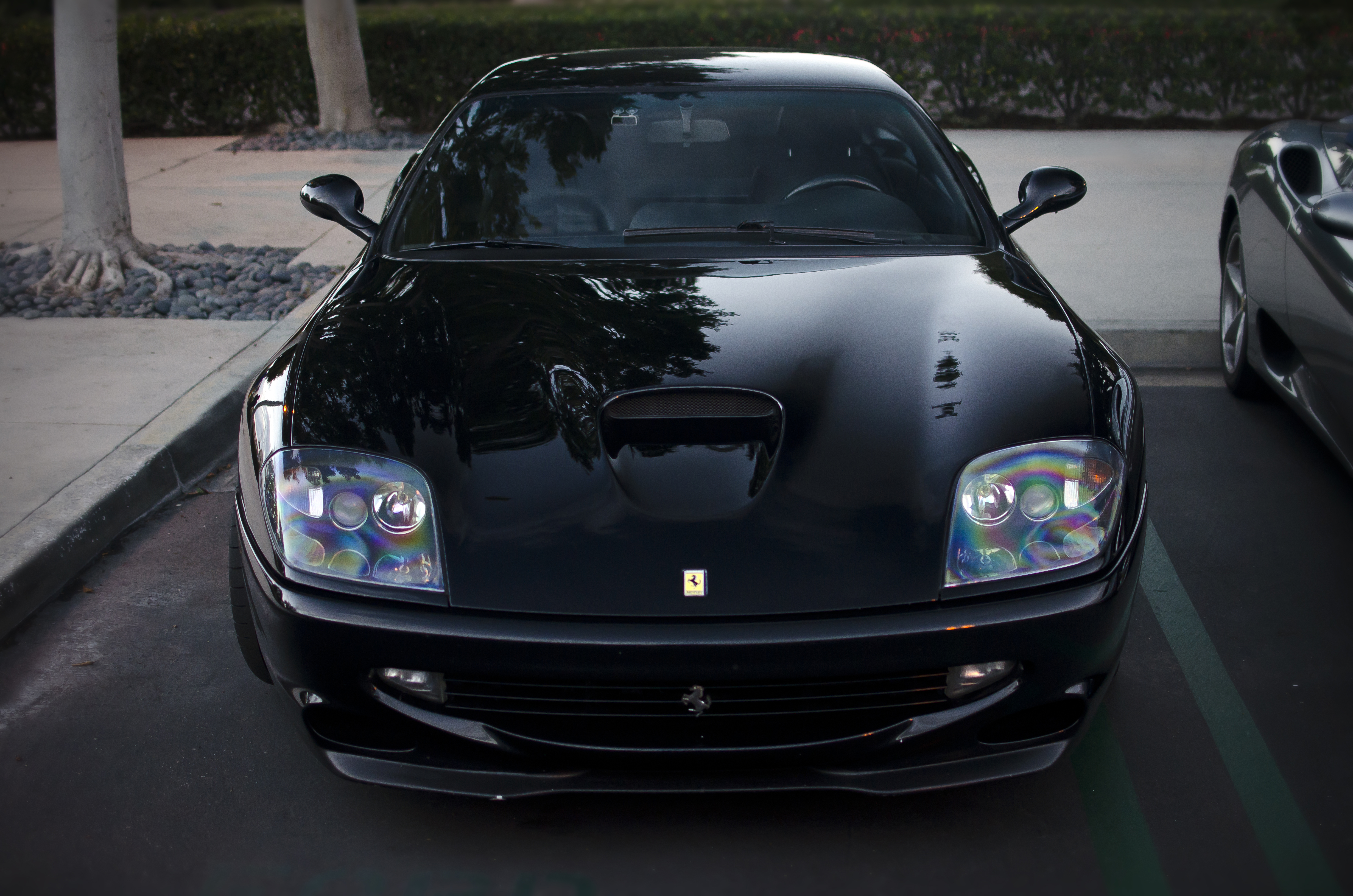
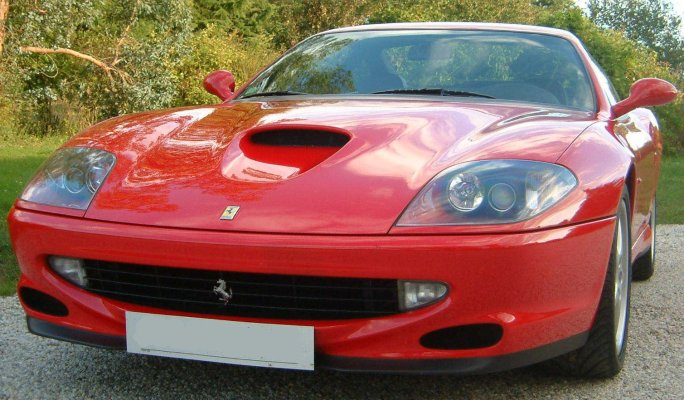
550 Maranello, vue avant.
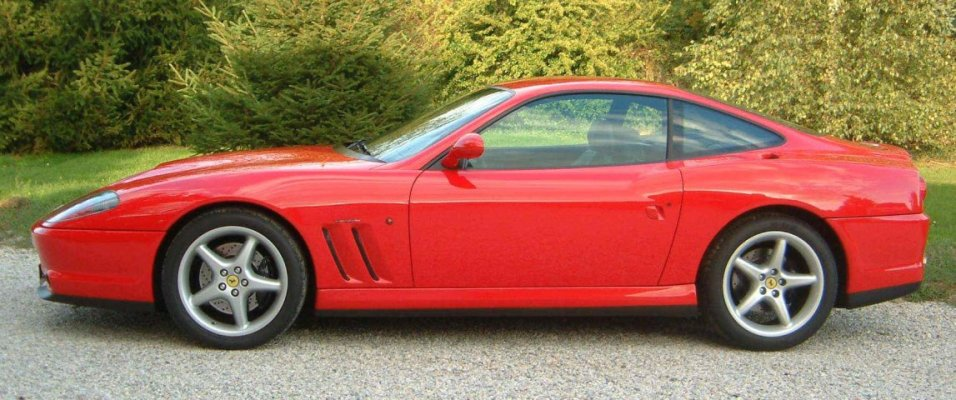
550 Maranello, côté.
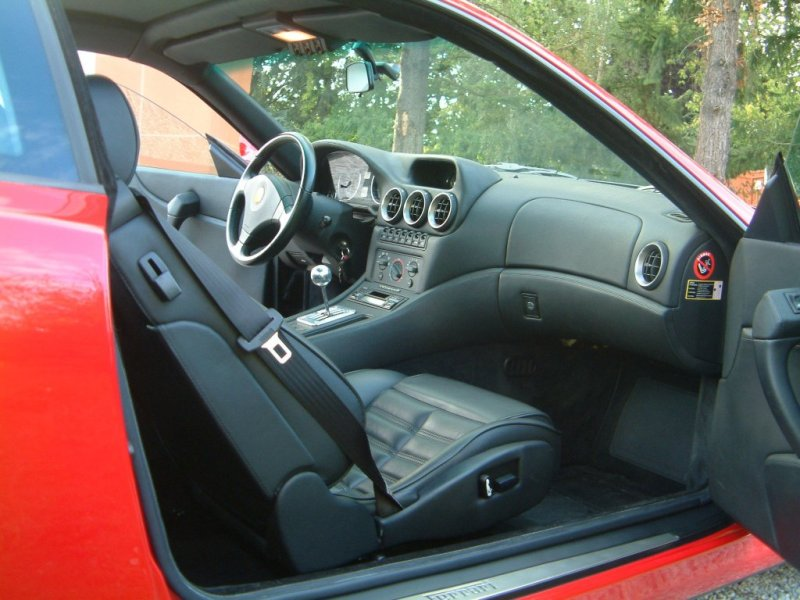
550 Maranello, passager.
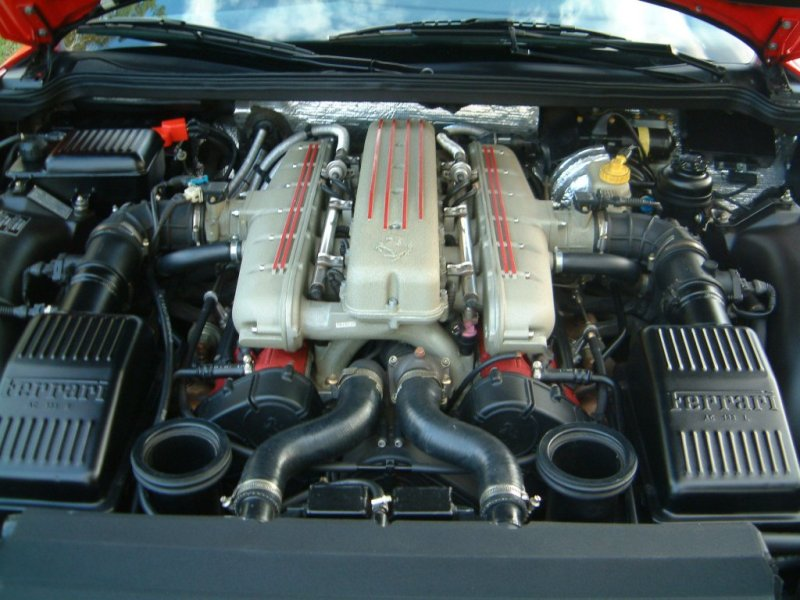
550 Maranello, moteur.
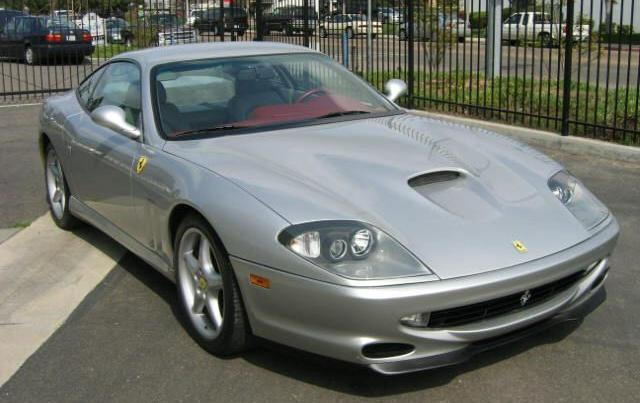
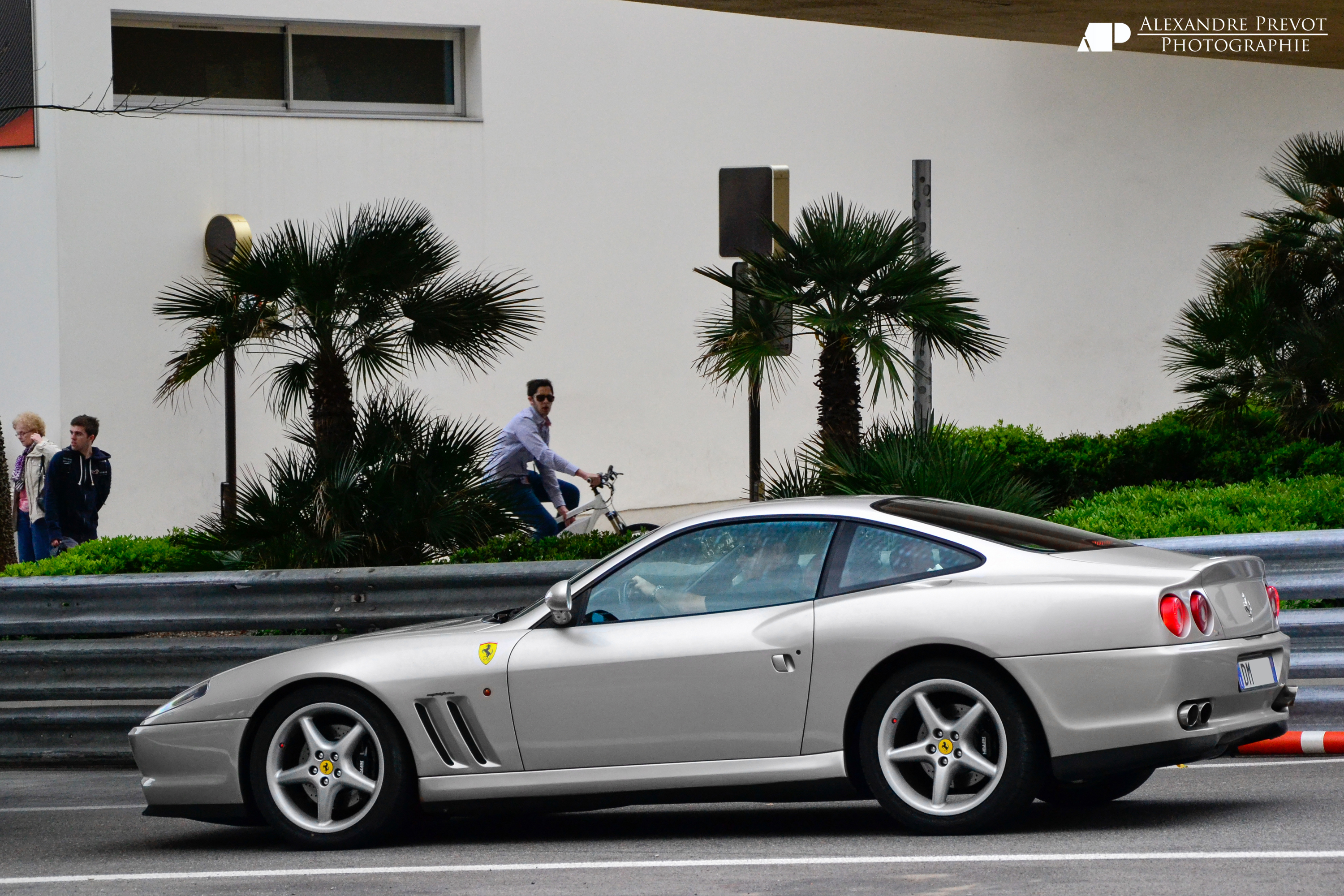
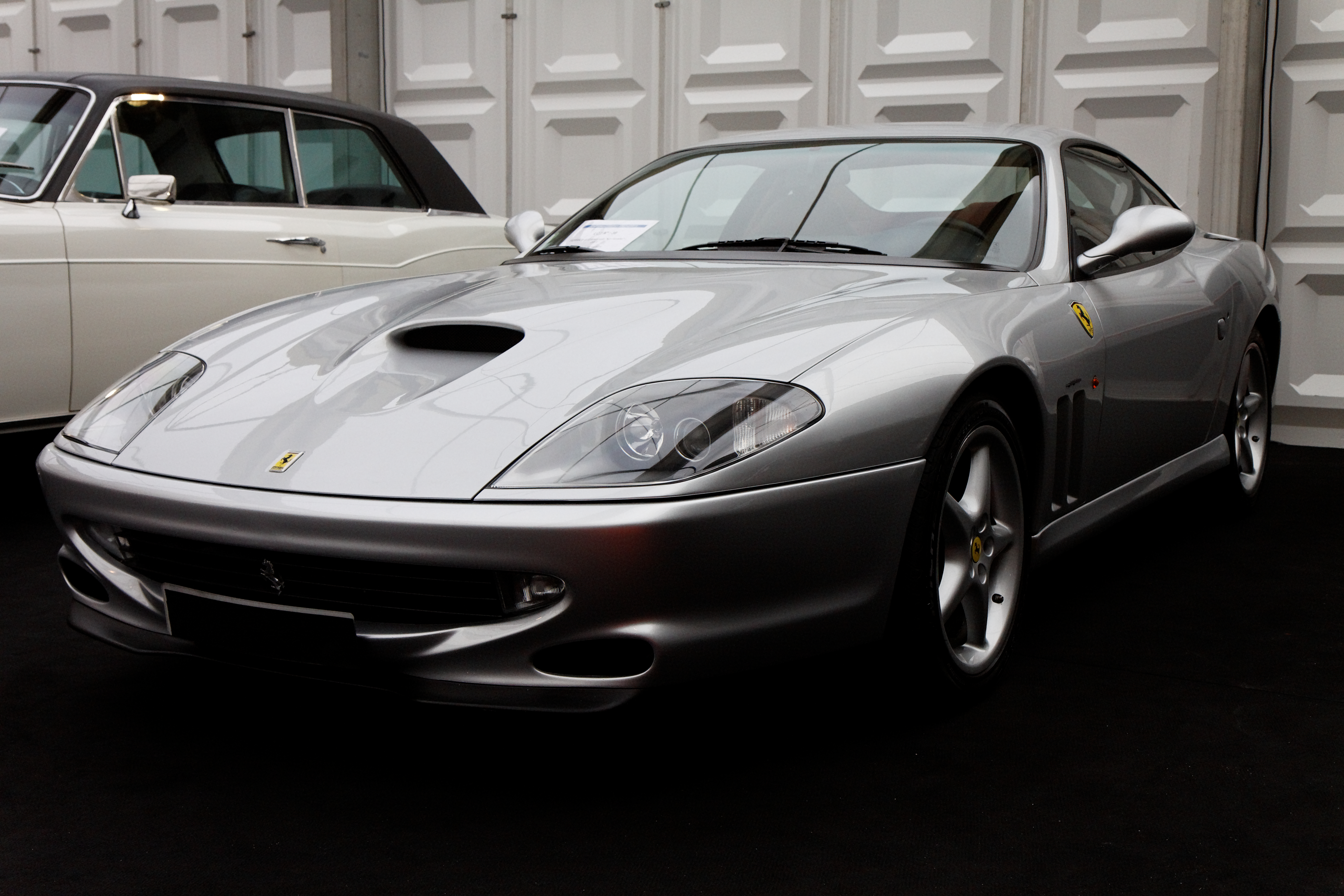
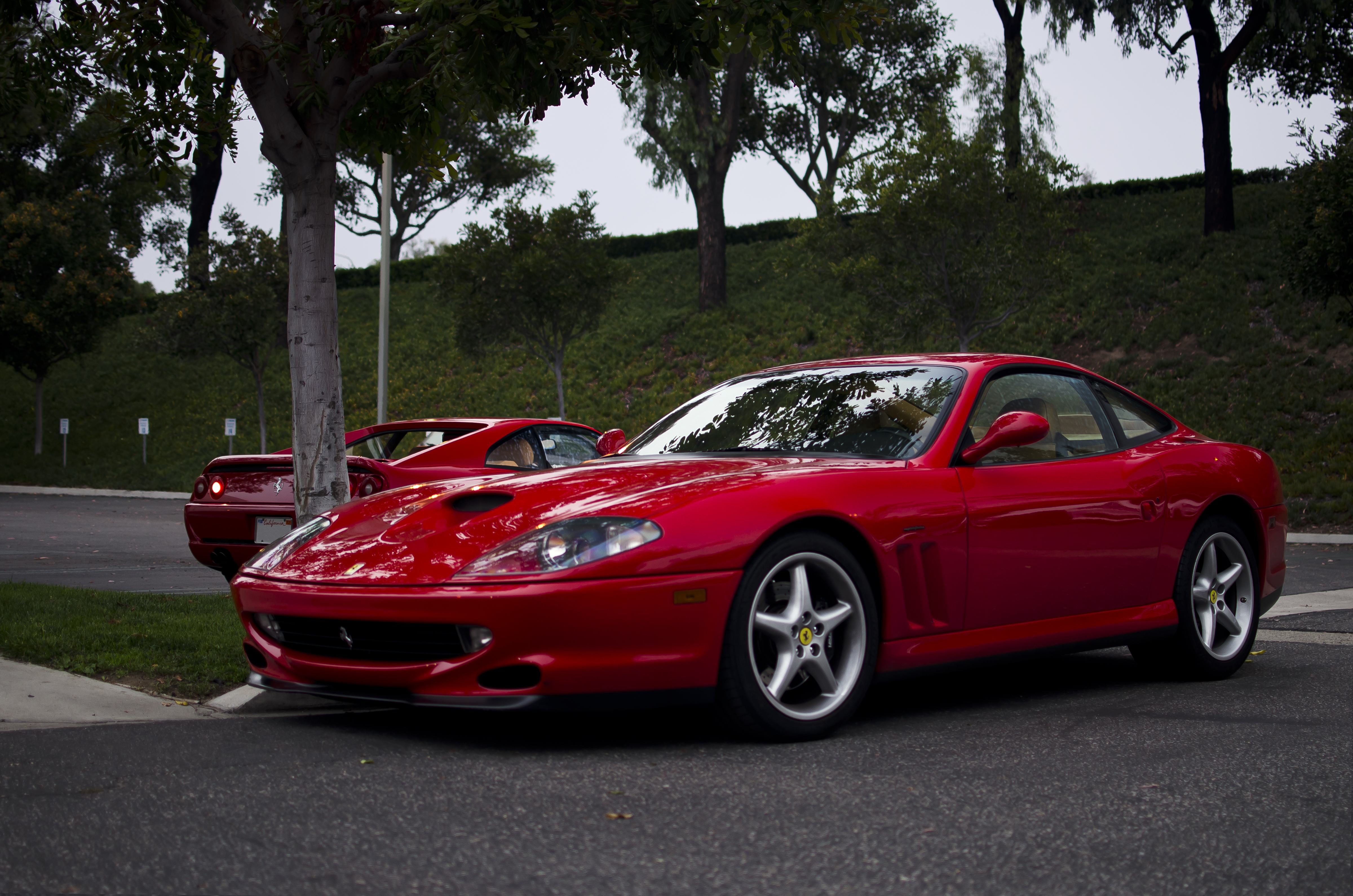
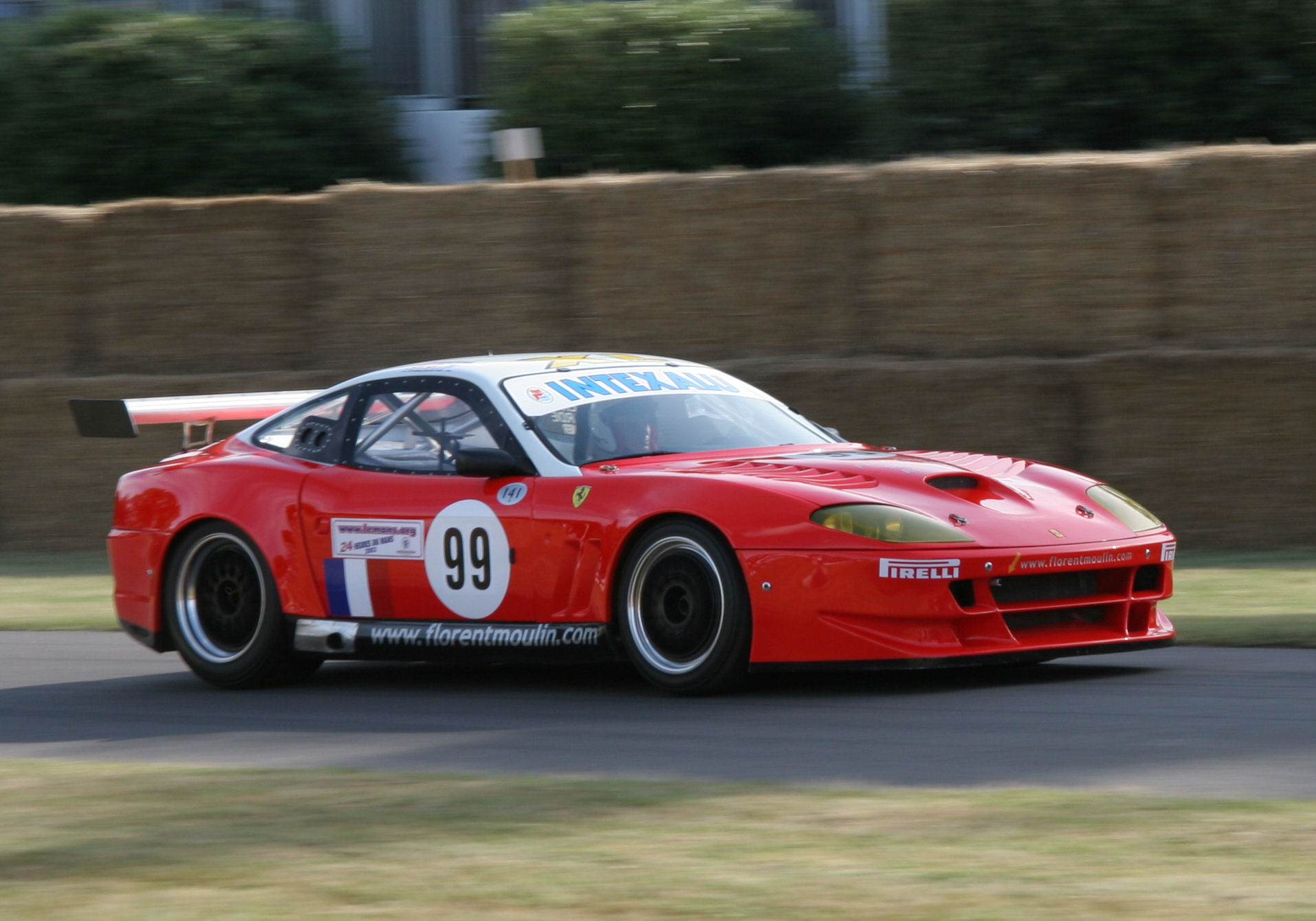
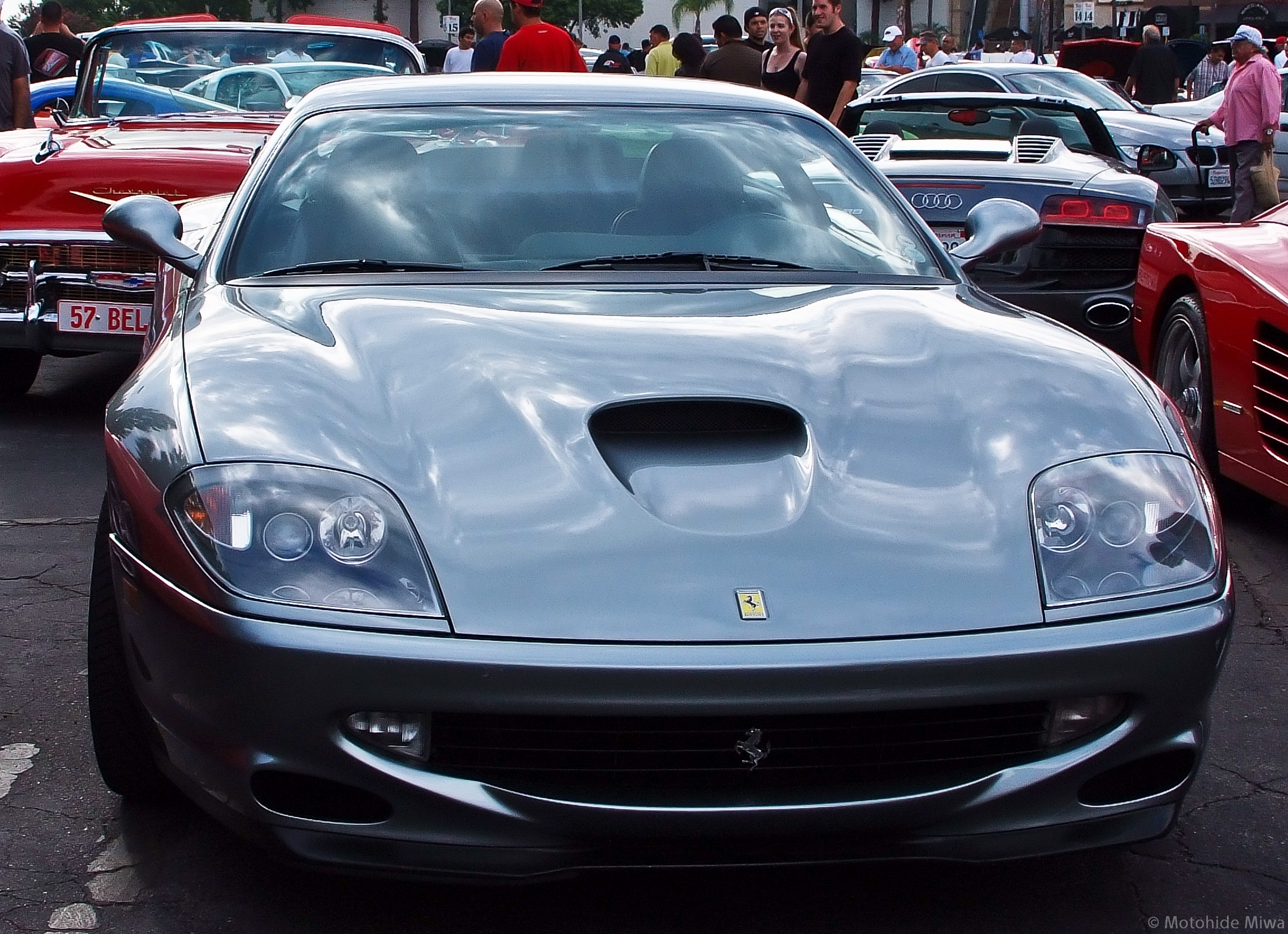
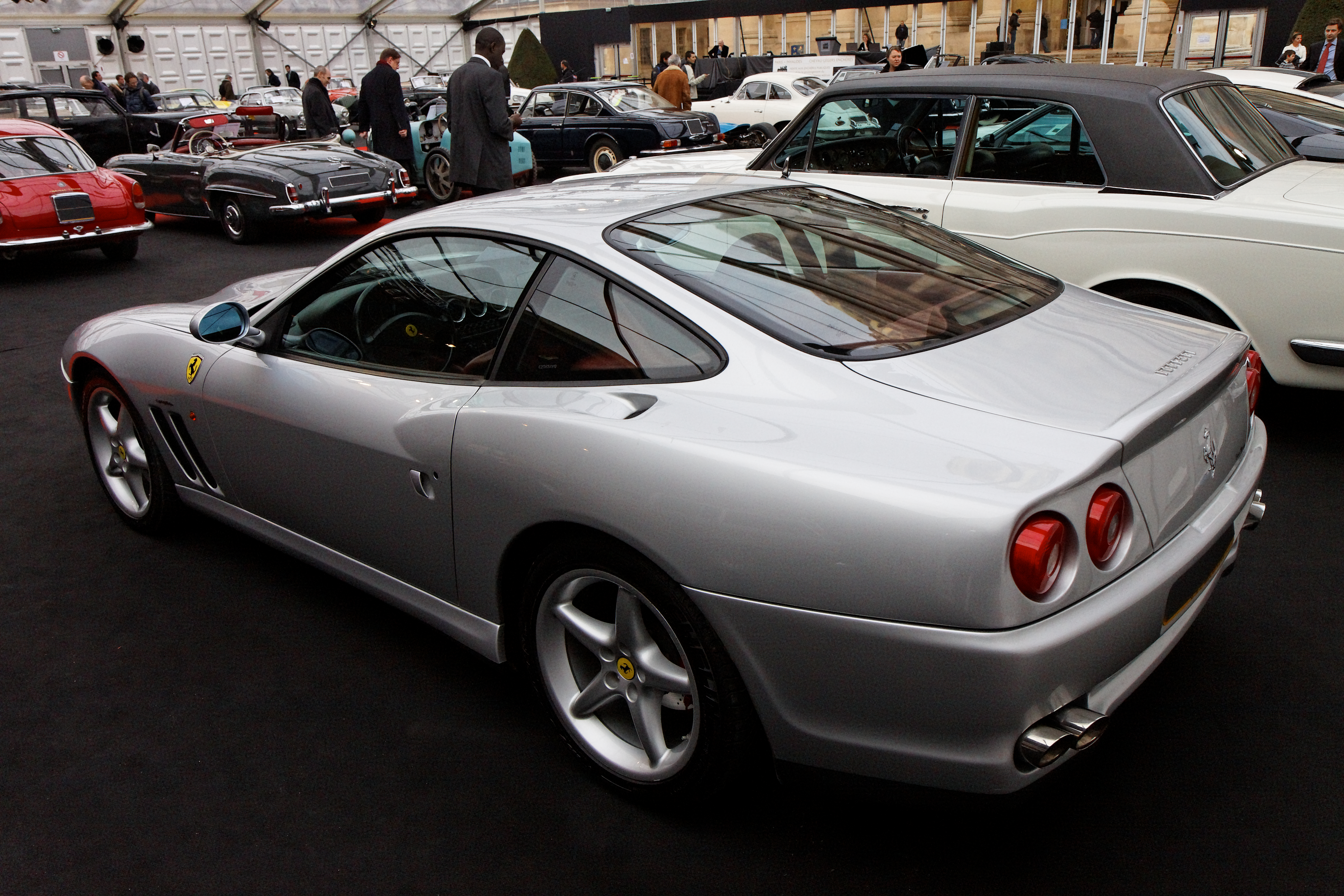
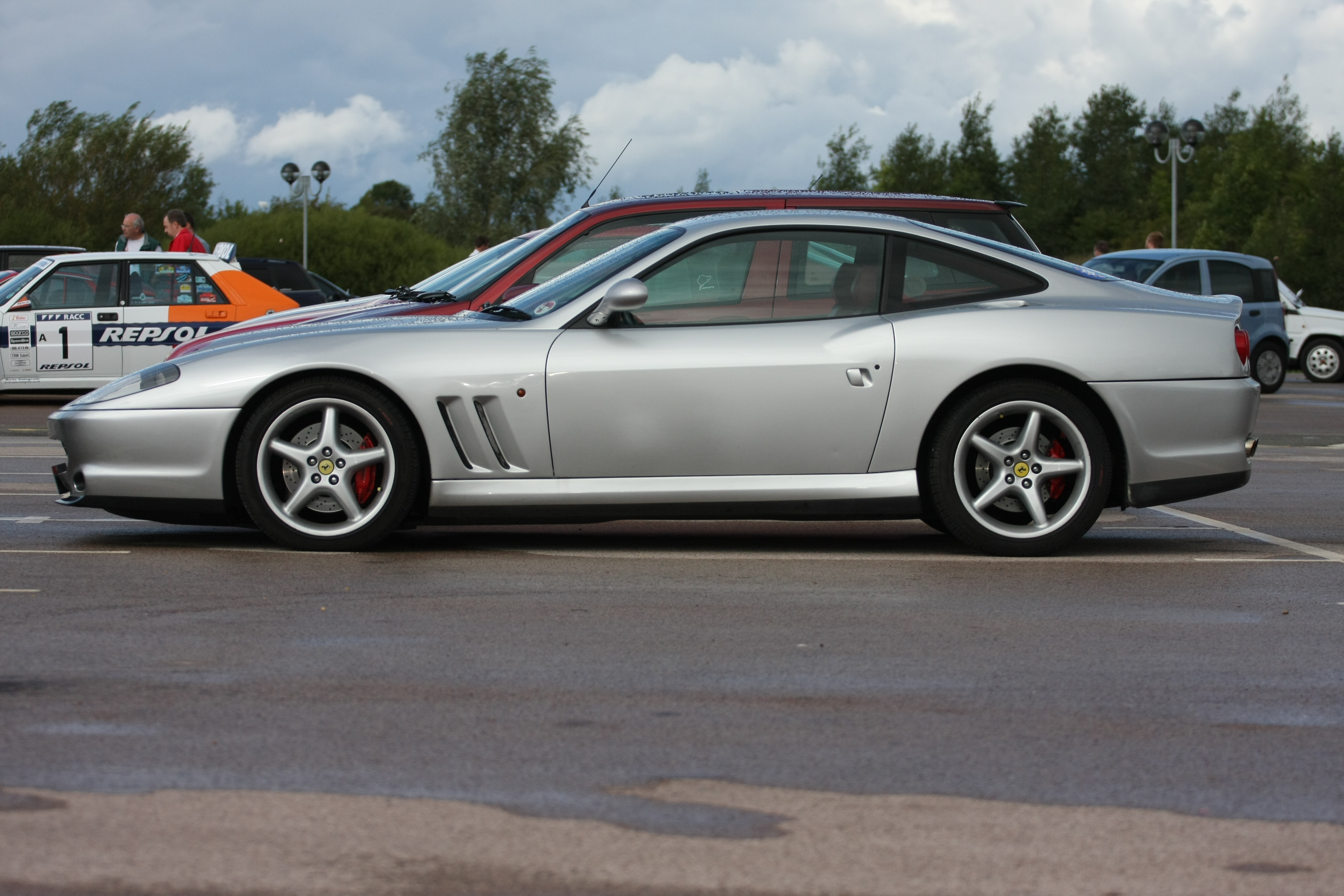
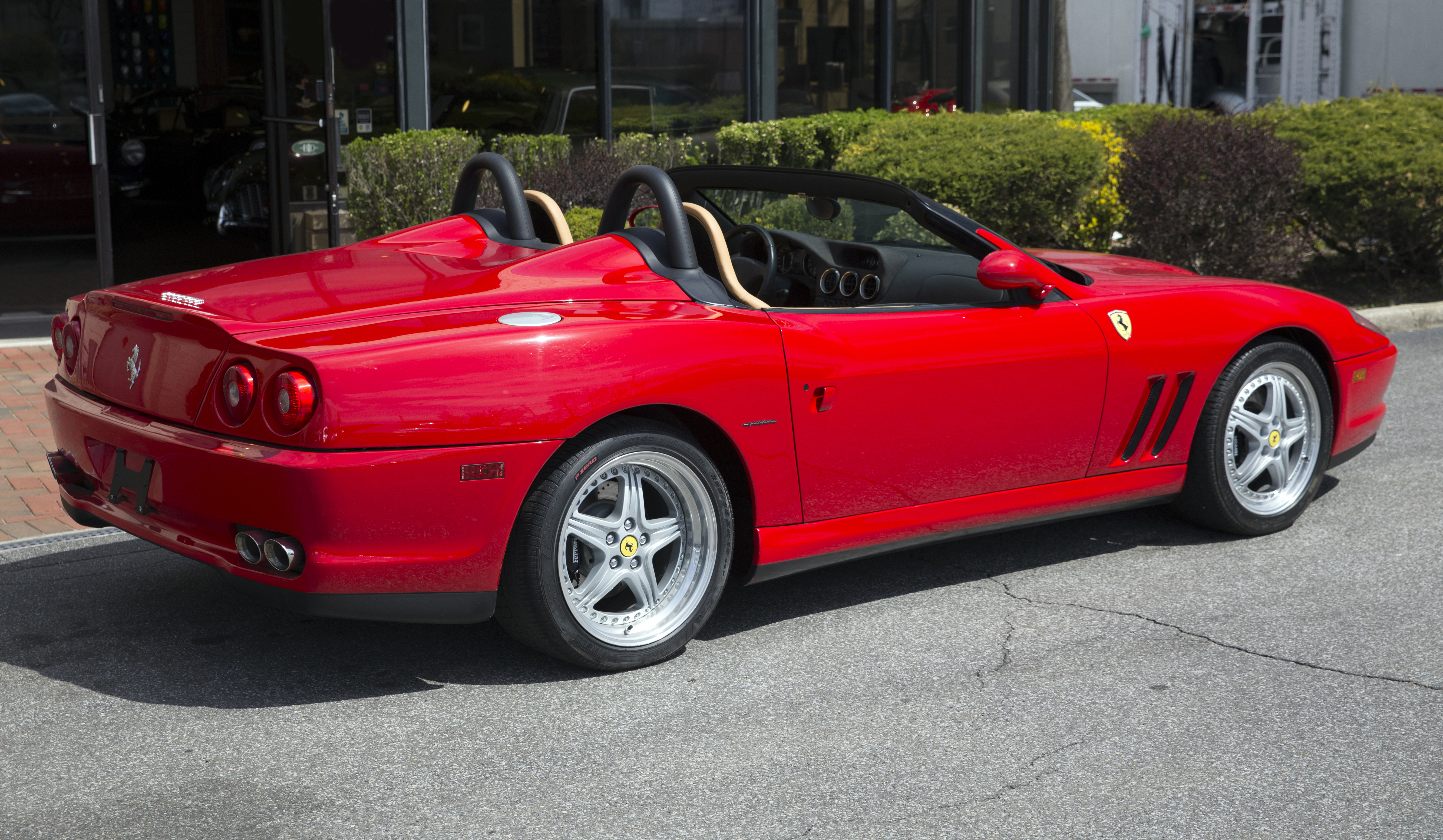
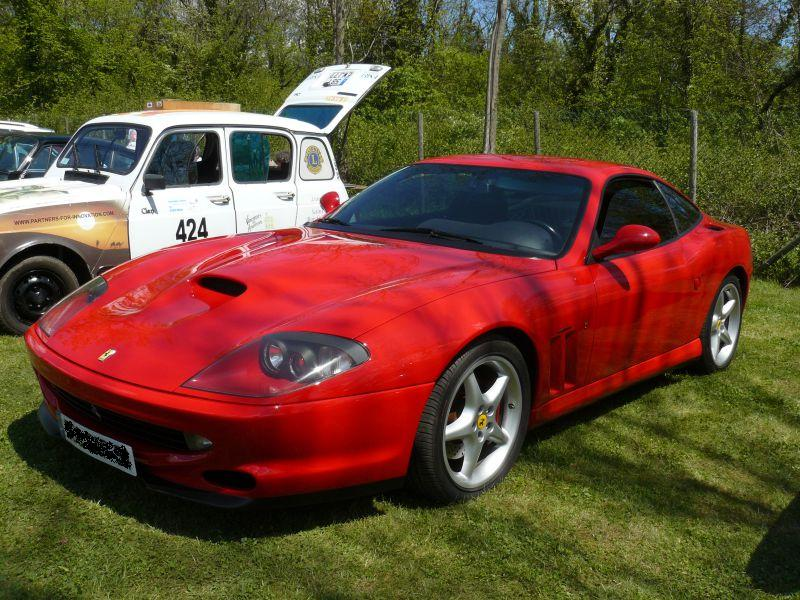
Ferrari 550 Maranello.
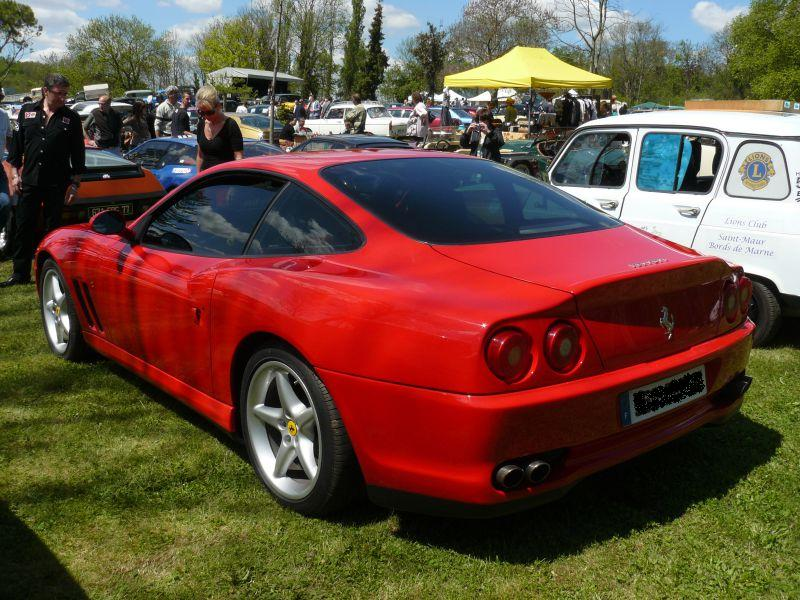
Ferrari 550 Maranello.